# KiSS (spelare)
KiSS är ursprungligen ett danskt varumärke men som nu förvärvats av amerikanska Cisco och ingår i divisionen Linksys. KiSS bygger DVD-spelare, mediaspelare och hårddiskbaserade videoinspelare.